# Sakurazaka46
Sakurazaka46 (櫻坂46, Sakurazaka Forty-six), anteriormente conhecido como Keyakizaka46 (欅坂46), é um grupo feminino idol japonês produzido por Yasushi Akimoto. O grupo foi criado em 21 de agosto de 2015, tornando-se o primeiro grupo irmão de Nogizaka46 na série Sakamichi. Sakurazaka46 recebeu o nome da rua Sakuazaka nas Roppongi Hills em Minato, Tóquio.
Até outubro de 2019, o grupo lançou um total de nove singles, todos liderando o Oricon Singles Chart e o Billboard Japan Hot 100. O grupo também lançou dois álbuns de compilação, um dos quais foi lançado pelo Hiragana Keyakizaka46, um subgrupo que mais tarde se tornou um grupo independente, nomeado de Hinatazaka46. Além disso, o grupo faz parte de vários programas de variedades, programas de rádio e dramas televisivos.

## História

Logo do Keyakizaka46

### 2015: Formação
Em 22 de fevereiro de 2015, durante o Nogizaka46 3rd Year Birthday Live no Seibu Dome, o Nogizaka46 anunciou planos para recrutar os membros da primeira geração para seu novo projeto. Foi revelado que o nome do novo grupo seria Toriizaka46 (鳥居坂46) , em homenagem à área de Toriizaka no distrito de Roppongi de Minato, Tóquio, e o recrutamento foi iniciado em 28 de julho. O exame final da audição ocorreu em 21 de agosto, mesmo dia em que Nogizaka46 foi criado, e 22 foram aprovados em 22.509 candidatos. Ao mesmo tempo, foi anunciado que o nome do grupo foi repentinamente alterado para Keyakizaka46 ; no entanto, o motivo não é claro. Além disso, dois membros, Mizuho Suzuki e Mayu Harada, deixaram o grupo antes de sua primeira apresentação, deixando o número total de membros em 20.
Semelhante ao Nogizaka46, Keyakizaka46 começou a transmitir um programa de televisão em 4 de outubro intitulado Keyakitte, Kakenai? (欅って、書けない?)  Na TV Tokyo . Em 29 de novembro, o show anunciou um novo membro, Neru Nagahama . Nagahama passou nas audições, mas não se juntou devido às objeções de seus pais. Ela estreou como membro do subgrupo Hiragana Keyakizaka46 (けやき坂46)  e as audições para mais membros começaram logo depois.
Em 16 de dezembro, o grupo fez sua primeira apresentação ao vivo no programa de música FNS Music Festival da Fuji TV . A posição central na coreografia foi ocupada pela integrante mais jovem Yurina Hirate, com 14 anos na época.

### 2016-2017: sucesso inicial
Em 6 de abril de 2016, o grupo estreou seu primeiro single, Silent Majority . Todos os membros, exceto Neru Nagahama, foram selecionados para tocar na música-título. Vendeu 261.580 cópias na primeira semana e ficou em primeiro lugar na parada semanal da Oricon. O single também quebrou o recorde de vendas da semana de estreia para artistas mulheres, anteriormente detido por HKT48 com seu single Suki! Suki! Pular! .
Entre abril e maio, dezoito pessoas fazendo testes para Hiragana Keyakizaka46 transmitiram ao vivo no Showroom como parte do processo de audição. Onze deles passaram e se tornaram membros oficiais, juntando-se a Neru Nagahama. A subunidade expandida cantou "Hiragana Keyaki" como parte do segundo single de Keyakizaka46, Sekai ni wa Ai Shika Nai .
O primeiro drama de Keyakizaka46, Tokuyama Daigorō o Dare ga Koroshitaka? estreou na rede TX em 16 de julho de 2016. Sekai ni wa Ai Shika Nai foi usada como música tema. O grupo também foi destaque no KeyaBingo!, um show de variedades semelhante ao AKBingo! e NogiBingo!
2016 marcou a primeira vez que o grupo apareceu no NHK Kōhaku Uta Gassen, evento do qual o grupo participou todos os anos desde então. Além disso, Mizuho Habu se tornou o primeiro membro a fazer uma estréia na passarela, aparecendo no GirlsAward 2016 Spring / Summer . Mais três membros, Yurina Hirate, Yui Kobayashi e Risa Watanabe, mais tarde faria sua estreia no GirlsAward 2016 Autumn / Winter .
Em 2017, Hiragana Keyakizaka46 adicionou uma segunda geração, com nove novos membros. A subunidade foi apresentada no Re: Mind, uma série de suspense de TV exibida na Netflix . Em agosto, Keyakizaka46 fez sua primeira apresentação no Rock in Japan Festival, e tem se apresentado todos os anos desde então.

### 2018-2020: Principais mudanças
Em 2018, Yui Imaizumi se tornou o primeiro membro a deixar o grupo, com a intenção de buscar outras formas de entretenimento. Posteriormente, mais membros deixaram o grupo, incluindo Nanami Yonetani e Manaka Shida em 2018 e Neru Nagahama em 2019. Enquanto isso, em 29 de novembro de 2018, os dois grupos da Série Sakamichi realizaram uma audição conjunta, onde trinta e nove pessoas foram aprovadas. Desses membros, onze foram para Nogizaka46, nove foram para Kanji Keyakizaka46, um foi para Hiragana Keyakizaka46 e os quinze restantes se tornaram kenshūsei (研修生, lit. trainees)  que não estão designados a nenhum grupo. Pouco depois, Hiragana Keyakizaka46 formou um grupo independente conhecido como Hinatazaka46, e lançou seu single de estreia, " Kyun ", em março de 2019.
Durante esse tempo, Keyakizaka46 ainda realizou vários shows, incluindo o maior deles de 18 a 19 de setembro de 2019 no Tokyo Dome, atraindo cerca de 50.000 fãs por dia. Em 24 de setembro, um jogo de ritmo intitulado Uni's On Air foi lançado, apresentando Keyakizaka46 e Hinatazaka46.
Keyakizaka46 realizou um senbatsu (seleção de membros) para seu 9º single durante Keyakitte, Kakenai? em 8 de setembro de 2019. Historicamente, o senbatsu incluía todos os membros, mas com a adição da segunda geração, nem todos os membros foram autorizados a participar do 9º single. Originalmente previsto para ser lançado no final do ano, o lançamento foi primeiro adiado devido a problemas de produção, e, em seguida, atrasado ainda mais com a saída repentina de Yurina Hirate (o centro planejado do 9º single), Miyu Suzumoto e Nana Oda em janeiro de 2020.
Em 16 de fevereiro de 2020, os quatorze membros kenshūsei restantes foram designados para seu respectivo grupo da Série Sakamichi através do Showroom. Seis desses membros se tornaram parte da segunda geração de Keyakizaka46.
Em 16 de julho de 2020, o Keyakizaka46 transmitiu ao vivo um concerto intitulado Keyakizaka46 Live Online, but with YOU! O show foi o primeiro realizado desde o show no Tokyo Dome em setembro de 2019 e o primeiro sem Yurina Hirate. Durante o show, o grupo revelou o 9º single, "Dare ga Sonokane o Narasunoka?", que foi programado para ser lançado digitalmente apenas em 21 de agosto. Além disso, a capitã Yūka Sugai anunciou que o grupo será renomeado e entrará em um hiato, com um show final planejado para outubro. Em 21 de setembro, foi anunciado que o novo nome do grupo será Sakurazaka46, com a mudança ocorrendo após o ultimo show do grupo como Keyakizaka46 que ocorreu no dia 13 de outubro.

## Controvérsia
Em 2016, Keyakizaka46 foi criticado pelo Simon Wiesenthal Center por usar roupas semelhantes aos uniformes militares Schutzstaffel da Alemanha nazista em um show. A Sony Music respondeu com um pedido de desculpas oficial.

## Membros
Desde sua fundação, Keyakizaka46 tinha um total de 59 membros de cinco gerações, incluindo membros de Hiragana Keyakizaka46 (agora Hinatazaka46 ). 29 desses membros ainda estão no grupo.
Membros de segunda geração marcados com um asterisco (*) juntaram-se após os membros iniciais de segunda geração em 15 de fevereiro de 2020.
| Nome                        | Data de nascimento (idade)        | Cidade natal | Geração |
| --------------------------- | --------------------------------- | ------------ | ------- |
| Nijika Ishimori (石森虹花)  | 7 de maio de 1997 (27 anos)       | Miyagi       | 1       |
| Rina Uemura (上村莉菜)      | 4 de janeiro de 1997 (28 anos)    | Chiba        | 1       |
| Rika Ozeki (尾関梨香)       | 7 de outubro de 1997 (27 anos)    | Kanagawa     | 1       |
| Minami Koike (小池美波)     | 14 de novembro de 1998 (26 anos)  | Hyōgo        | 1       |
| Yui Kobayashi (小林由依)    | 23 de outubro de 1999 (25 anos)   | Saitama      | 1       |
| Fuyuka Saitō (齋藤冬優花)   | 15 de fevereiro de 1998 (27 anos) | Tóquio       | 1       |
| Shiori Satō (佐藤詩織)      | 16 de novembro de 1996 (28 anos)  | Tóquio       | 1       |
| Yūka Sugai (菅井友香)       | 29 de novembro de 1995 (29 anos)  | Tóquio       | 1       |
| Mizuho Habu (土生瑞穂)      | 7 de julho de 1997 (27 anos)      | Tóquio       | 1       |
| Aoi Harada (原田葵)         | 7 de maio de 2000 (24 anos)       | Tóquio       | 1       |
| Akane Moriya (守屋茜)       | 12 de novembro de 1997 (27 anos)  | Miyagi       | 1       |
| Rika Watanabe (渡辺梨加)    | 16 de maio de 1995 (29 anos)      | Ibaraki      | 1       |
| Risa Watanabe (渡邉理佐)    | 27 de julho de 1998 (26 anos)     | Ibaraki      | 1       |
| Rina Inoue (井上梨名)       | 29 de janeiro de 2001 (24 anos)   | Hyōgo        | 2       |
| Yumiko Seki (関有美子)      | 29 de junho de 1998 (26 anos)     | Fukuoka      | 2       |
| Yui Takemoto (武元唯衣)     | 23 de março de 2002 (22 anos)     | Shiga        | 2       |
| Hono Tamura (田村保乃)      | 21 de outubro de 1998 (26 anos)   | Osaka        | 2       |
| Karin Fujiyoshi (藤吉夏鈴)  | 29 de agosto de 2001 (23 anos)    | Osaka        | 2       |
| Rina Matsuda (松田里奈)     | 13 de outubro de 1999 (25 anos)   | Miyazaki     | 2       |
| Riko Matsudaira (松平璃子)  | 5 de maio de 1998 (26 anos)       | Tóquio       | 2       |
| Hikaru Morita (森田ひかる)  | 10 de julho de 2001 (23 anos)     | Fukuoka      | 2       |
| Ten Yamasaki (山﨑天)       | 28 de setembro de 2005 (19 anos)  | Osaka        | 2       |
| Hikari Endō (遠藤光莉)*     | 17 de abril de 1999 (25 anos)     | Kanagawa     | 2       |
| Rei Ōzono (大園玲)*         | 18 de abril de 2000 (24 anos)     | Kagoshima    | 2       |
| Akiho Ōnuma (大沼晶保)*     | 12 de outubro de 1999 (25 anos)   | Shizuoka     | 2       |
| Marino Kōsaka (幸阪茉里乃)* | 19 de dezembro de 2002 (22 anos)  | Mie          | 2       |
| Kira Masumoto (増本綺良)*   | 12 de janeiro de 2002 (23 anos)   | Hyōgo        | 2       |
| Rena Moriya (守屋麗奈)*     | 2 de janeiro de 2000 (25 anos)    | Tóquio       | 2       |

### Membros antigos
| Nome                         | Data de nascimento (idade)        | Cidade natal | Notas |
| ---------------------------- | --------------------------------- | ------------ | --- |
| Mizuho Suzuki (鈴木泉帆)     | Desconhecido                      | Desconhecido | Saiu em setembro de 2015 antes do grupo estrear oficialmente. |
| Mayu Harada (原田まゆ)       | 2 de maio de 1998 (26 anos)       | Tóquio       | Saiu em 11 de novembro de 2015 depois que fotos dela e de seu namorado, seu ex-professor do ensino médio, apareceram.                                                         |
| Yui Imaizumi (今泉佑唯)      | 30 de setembro de 1998 (26 anos)  | Kanagawa     | Formou-se na Kanji Keyaki em 3 de novembro de 2018. |
| Manaka Shida (志田愛佳)      | 23 de novembro de 1998 (26 anos)  | Niigata      | Formou-se na Kanji Keyaki em 16 de novembro de 2018. |
| Nanami Yonetani (米谷奈々未) | 24 de fevereiro de 2000 (25 anos) | Osaka        | Formou-se na Kanji Keyaki em 22 de dezembro de 2018. |
| Neru Nagahama (長濱ねる)     | 4 de setembro de 1998 (26 anos)   | Nagasaki     | Ingressou em 30 de novembro de 2015 como membro da Hiragana Keyaki. Transferido permanentemente para Kanji Keyaki em 24 de setembro de 2017. Graduado em 30 de julho de 2019. |
| Miyu Suzumoto (鈴本美愉)     | 5 de dezembro de 1997 (27 anos)   | Aichi        | Formado em 23 de janeiro de 2020 |
| Nana Oda (織田奈那)          | 4 de junho de 1998 (26 anos)      | Shizuoka     | Formado em 23 de janeiro de 2020 |
| Yurina Hirate (平手友梨奈)   | 25 de junho de 2001 (23 anos)     | Aichi        | Retirou-se do grupo em 23 de janeiro de 2020 |
| Nanako Nagasawa (長沢菜々香) | 23 de abril de 1997 (27 anos)     | Yamagata     | Formado em 31 de março de 2020 |

## Discografia

### Álbum
| Título                                                            | Detalhes                                                                               | Posições de pico | Vendas Oricon  | Certificações    |
| Título                                                            | Detalhes                                                                               | JPN              | Vendas Oricon  | Certificações    |
| ----------------------------------------------------------------- | -------------------------------------------------------------------------------------- | ---------------- | -------------- | ---------------- |
| Masshiro na Mono wa Yogoshitaku naru (真っ白なものは汚したくなる) | - Lançado: 19 de julho de 2017 - Gravadora: Sony Music - Formato: CD, download digital | 1                | - JPN: 423.236 | - RIAJ : Platina |

### Álbuns de vídeo
| Título                                                     | Detalhes                                                                    | Pico posição | Certificações |
| Título                                                     | Detalhes                                                                    | JPN          | Certificações |
| ---------------------------------------------------------- | --------------------------------------------------------------------------- | ------------ | ------------- |
| Keyaki Kyōwakoku 2017 (欅共和国2017)                       | - Lançado: 26 de setembro de 2018 - Gravadora: Sony - Formato: DVD, Blu-ray | 1            | - RIAJ: Ouro  |
| Keyaki Kyōwakoku 2018 (欅共和国2018)                       | - Lançado: 14 de agosto de 2019 - Gravadora: Sony - Formato: DVD, Blu-ray   | 1            | - RIAJ: Ouro  |
| Keyakizaka46 Live at Tokyo Dome (欅坂46 Live at東京ドーム) | - Lançado: 29 de janeiro de 2020 - Gravadora: Sony - Formato: DVD, Blu-ray  | 1            | - RIAJ: Ouro  |

### Músicas
| Título                                                     | Ano  | Posições do gráfico de pico | Posições do gráfico de pico | Vendas Oricon (First Week, Physical) | Vendas outdoor no Japão (Physical) | Certificações                                                     |
| Título                                                     | Ano  | JPN Oricon                  | JPN Hot 100                 | Vendas Oricon (First Week, Physical) | Vendas outdoor no Japão (Physical) | Certificações                                                     |
| ---------------------------------------------------------- | ---- | --------------------------- | --------------------------- | ------------------------------------ | ---------------------------------- | ----------------------------------------------------------------- |
| "Silent Majority" (サイレントマジョリティー)               | 2016 | 1                           | 1                           | - JPN: 261.580                       | - JPN: 434.196                     | - RIAJ : 2 × Platinum - 2 × Platinum (digital) - Ouro (streaming) |
| "Sekai ni wa Ai Shika Nai" (世界には愛しかない)            | 2016 | 1                           | 1                           | - JPN: 323.066                       | - JPN: 484,102                     | - RIAJ: Platina - Ouro (digital)                                  |
| "Futari Saison" (二人セゾン)                               | 2016 | 1                           | 1                           | - JPN: 442.322                       | - JPN: 685.018                     | - RIAJ: 2 × Platinum - Ouro (digital)                             |
| "Fukyōwaon" (不協和音)                                     | 2017 | 1                           | 1                           | - JPN: 632.667                       | - JPN: 825.762                     | - RIAJ: 3 × Platinum - Ouro (digital) - Silver (streaming)        |
| "Kaze ni Fukarete mo" (風に吹かれても)                     | 2017 | 1                           | 1                           | - JPN: 642.936                       | - JPN: 912.807                     | - RIAJ: 3 × Platinum - Ouro (digital)                             |
| "Glass wo Ware!" (ガラスを割れ!)                           | 2018 | 1                           | 1                           | - JPN: 833.346                       | - JPN: 1.087.527                   | - RIAJ: milhões - Ouro (digital)                                  |
| "Ambivalent" (アンビバレント)                              | 2018 | 1                           | 1                           | - JPN: 811.214                       | - JPN: 1.063.793                   | - RIAJ: milhões - Ouro (digital)                                  |
| "Kuroi Hitsuji" (黒い羊)                                   | 2019 | 1                           | 1                           | - JPN: 750.382                       | - JPN: 914.492                     | - RIAJ: milhões                                                   |
| "Dare ga Sonokane o Narasunoka?" (誰がその鐘を鳴らすのか?) | ASA  | ASA \|ASA                   |                             |                                      |                                    |                                                                   |

## Filmografia

### Shows de televisão
- Keyakitte, Kakenai? (欅って、書けない?)  ( TV Tokyo, 4 de outubro de 2015 -) [8]
- KeyaBingo! ( NTV, 5 de julho - 26 de setembro de 2016) [78]
- Tokuyama Daigorō o Dare ga Koroshitaka? (徳山大五郎を誰が殺したか?)  (TV Tokyo, 17 de julho - 2 de outubro de 2016) [79]
- KeyaBingo! 2 (NTV, 9 de janeiro de 2017 - 27 de março de 2017) [80]
- Zankokuna Kankyakutachi (残酷 な 観 客 達) (NTV, 18 de maio a 20 de julho de 2017)
- KeyaBingo! 3 (NTV, 17 de julho - 25 de setembro de 2017)
- Re: Mind (TV Tokyo e Netflix, outubro de 2017) [81][82]
- Hiragana Oshi (ひ ら が な 推 し) (TV Tokyo, 8 de abril de 2018 -) [83]
- KeyaBingo! 4 Hiragana Keyakitte Nani? (KEYABINGO! 4 ひ ら が な け や き っ て 何？) (NTV, 16 de abril de 2018 -) [84]

### Programas de rádio
- Keyakizaka46 no All Night Nippon ( Nippon Broadcasting System, 5 de janeiro de 2016) [85]
- Keyakizaka46 no All Night Nippon R (欅坂46のオールナイトニッポンR)  (Nippon Broadcasting System, 31 de janeiro, 28 de fevereiro e 27 de março de 2016)
- Keyakizaka46 Kochira Yūrakuchō Hoshizora Hōsōkyoku (Nippon Broadcasting System, 2016-) [86]

## Prêmios
A tabela a seguir lista alguns dos principais prêmios recebidos pelo grupo.
| Ano  | Cerimônia                           | Prêmio                                  | Trabalho Nomeado              | Resultado |
| ---- | ----------------------------------- | --------------------------------------- | ----------------------------- | --------- |
| 2016 | Grande Prêmio do Yahoo Japan Search | Prêmio Idol Group                       | Venceu                        |           |
| 2017 | 31º Prêmio Japan Gold Disc          | NOVO ARTISTA DO ANO                     | Venceu                        |           |
| 2017 | O 5º V Chart Awards                 | Prêmio de Melhor Novo Artista (Japão)   | Venceu                        |           |
| 2017 | Grande Prêmio do Yahoo Japan Search | Prêmio Idol Group                       | Venceu                        |           |
| 2017 | 59º Prêmio Recorde do Japão         | Prêmio de Excelente Trabalho            | Kaze ni Fukarete mo \| Venceu |           |
| 2017 | 50º Japan Cable Awards              | Venceu                                  | Kaze ni Fukarete mo \| Venceu |           |
| 2017 | MTV VMAJ                            | Prêmio de Melhor Buzz (prêmio especial) | Venceu                        |           |
| 2018 | 60º Prêmio Recorde do Japão         | Prêmio de Excelente Trabalho            | Ambivalente \| Venceu         |           |
| 2018 | MTV VMAJ                            | Venceu                                  | Ambivalente \| Venceu         |           |
| 2018 | 10º Prêmio Loja de CDs              | Prêmio Finalista                        | Venceu                        |           |
| 2018 | O 31º prêmio Shogakukan DIME Trend  | Prêmio de melhor personagem             | Venceu                        |           |
| 2019 | MTV VMAJ                            | Melhor MV do Grupo Japonês              | Kuroi Hitsuji \| Venceu       |           |
| 2019 | 61º Prêmio Recorde do Japão         | Venceu                                  | Kuroi Hitsuji \| Venceu       |           |